# STS-26
إس تي إس-26 (بالإنجليزية: STS-26)‏ الرحلة السادسة والعشرون ضمن برنامج مكوك الفضاء لوكالة ناسا، والرحلة السابعة على متن مكوك الفضاء ديسكفري، وهي الرحلة الأولى بعد كارثة تحطم مكوك الفضاء تشالنجر بعد توقف دام 32 شهراً، انطلقت الرحلة في 29 أيلول 1988 من مركز كينيدي للفضاء، وهبطت في 3 أكتوبر في قاعدة إدواردز الجوية، وقد استخدم الرواد البالغ عددهم خمسة رواد خلال الرحلة بذلة ضغط كإجرآء احترازي حفاظاً على سلامتهم، تم نشر قمر تتبع وترحيل بيانات الأقمار الصناعية، وقد شارك بالرحلة لأول مره منذ رحلة أبولو 11 رواد فضاء شاركوا في مهمات سابقة.